# كوكب جليدي

OGLE-2005-BLG-390Lb يحتمل أن يكون كوكب جليدي

الكوكب الجليدي هو نوع نظري لكوكب خارج النظام الشمسي مع سطح متجمد من المواد المتطايرة مثل الماء والأمونيا والميثان، تتكون الكواكب الجليدية من غلاف جليدي عالمي، وهي نسخ أكبر حجمًا من العوالم الجليدية الصغيرة في النظام الشمسي، التي تشمل أقمار أوروبا وإنسيلادوس وترايتون، والكوكبان القزمان بلوتو وإريس، والعديد من أجرام النظام الشمسي الصغيرة مثل المذنبات.